# Catherine Pakenham

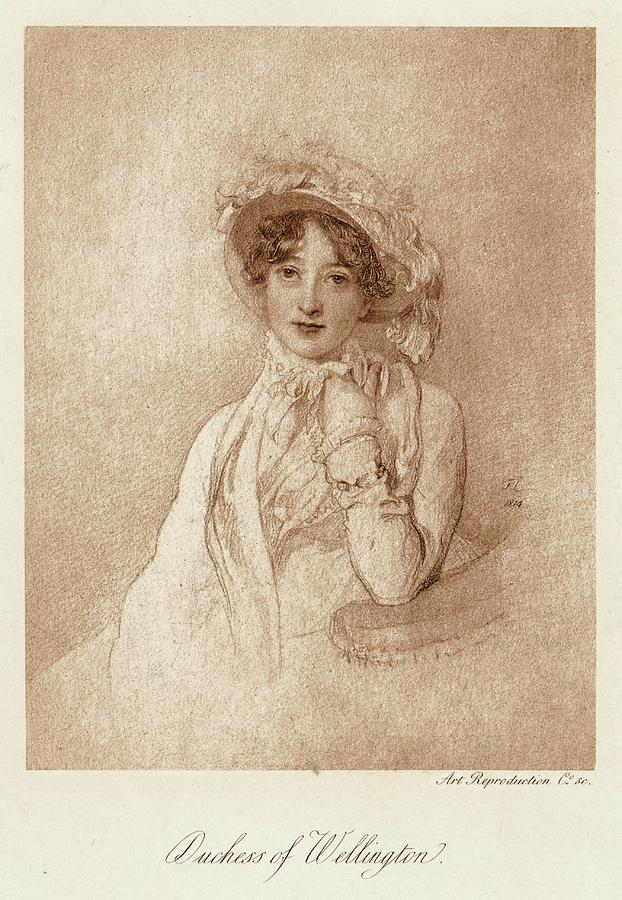
Catherine Wellesley, Duchess of Wellington, um 1814. Gemälde von Thomas Lawrence

Hon. Catherine „Kitty“ Sarah Dorothea Pakenham (Ehename: Catherine Wellesley, Duchess of Wellington, * 14. Januar 1773; † 24. oder 25. April 1831 in Apsley House, Hyde Park Corner, Mayfair, London, England) war die Tochter von Edward Michael Pakenham, 2. Baron Longford (1743–1792), und Catherine Rowley († 1816). Sie war die Ehefrau von Arthur Wellesley, 1. Duke of Wellington, den sie am 10. April 1806 in der St.-George’s-Kirche in Dublin heiratete.
Die Ehe zwischen Kitty und Arthur verlief nicht sehr positiv. Als er sie das erste Mal um ihre Hand bat, sträubte sich ihre Familie gegen eine Heirat. Erst 1804, als Arthur erfolgreich aus Indien zurückkehrte, durften die beiden heiraten.
Sie hatten jedoch nur wenig gemeinsam: Während Arthur Wellesley ein imposanter, auf militärische Disziplin bestehender und ordnungsliebender Mann war, galt Kitty als frivol und leichtlebig. 
Kitty und Arthur Wellesley hatten zwei gemeinsame Kinder: Arthur Richard Wellesley, 2. Duke of Wellington (1807–1884) und Lord Charles Wellesley (1808–1858).